# Bombardier CL-600 Challenger
Bombardier Challenger 600 serien er en familie af jetdrevne forretningsfly. De blev først produceret af Canadair mens dette var et uafhængigt firma, og fra 1986 af Canadair som en division af Bombardier Aerospace. Inklusive Challenger 300 og Challenger 850 er der (pr. Januar 2017) 1.600 Bombardier Challenger i tjeneste, og flåden har logget 7,3 millioner flyvetimer i løbet af over 4,3 millioner flyvninger.
I 1998 anskaffede Flyvevåbnet tre stk. Challenger 604, til erstatning for Gulfstream III-flyet, der blev udfaset i 2004. Flyets rolle i Danmark er VIP-flyvning, miljø- og fiskerikontrol.

## Udvikling
Oprindelsen af Challenger 600 går tilbage til Canadairs køb af et koncept for et firmafly, LearStar 600 tilhørende den amerikanske opfinder og flyudvikler William Powell 'Bill' Lear. Lear havde stort set ingen indflydelse på den efterfølgende udvikling af flyet. Selv navnet LearStar var ikke noget nyt, eftersom Lear langt tidligere havde brugt navnet for en ombygning af Lockheed Lodestar fly til forretningsfly. Canadair kvittede hurtigt navnet LearStar og brugte i stedet navnet Challenger.
Canadairs topledelse var af den opfattelse at Lears koncept i bedste fald var noget løst. Lear var ikke nogen ekspert i de ingeniørmæssige sider af flydesign. Hans økonomi havde også nået et lavpunkt, så hans stab var beskåret til benet. Derfor havde han kun haft råd til at betale en californisk flykonsulent for at lave nogle indledende udforskninger af designet.
Ikke desto mindre planlagde Canadair at bruge Lears navn (og evner til at bringe sig selv i søgelyset) til at sikre ekstensive finansielle garantier til projektet fra den Canadiske regering. Dette viste sig at være et udmærket valg. I Challenger: An Industrial Romance , The National Film Board of Canadas dokumentarfilm fra 1980 om udviklingen af flyet, refererer den fremtidige Premierminister Jean Chrétien specifikt til effekten af den personlige kontakt med Lear, under gennemgangen af Chrétiens beslutning om at sikre finansiel support til Canadairs program.
Samtidigt med disse hændelser bestred Chrétien forskellige økonomiske og industrielle ministerposter i den Canadiske regering. Takket være anvendelsen af juridiske støtterklæringer kunne ministeriernes økonomiske opbakning til Canadair holdes hemmelig for parlamentet og offentligheden i adskillige år. Disse finansielle garantier blev senere benyttet som et akademisk eksempel på utilstrækkelig overvågning og slap kontrol med regeringsstøtte til industrien.
Selv om Challengers generelle konfiguration mindede meget om andre firmafly på markedet, ville nogle af dens detaljer være enestående. For eksempel, den ekstra brede kabine der gav plads til at gå rundt i flyet under flyvningen. Challenger var også et af de første firmafly der var designet fra starten med en superkritisk vinge.
Den 8. November 1978 lettede prototypen for første gang fra Montreal, Quebec, Canada. Den anden og tredje prototype fløj i 1979. En testflyvning i Mojaveørkenen den 3. April 1980 endte med en katastrofe; flyet styrtede efter svigt af frikoblingsmekanismen til en bremsefaldskærm, efter at have udført forsøg med et superstall. Den ene testpilot blev dræbt, den anden og testteknikeren reddede sig med faldskærm.
På trods af styrtet certificerede både Transport Canada og USAs Federal Aviation Administration flyet i 1980, dog med visse restriktioner som f.eks. en reduceret maksimal takeoff-vægt. Der blev iværksat et projekt for at reducere flyets vægt, med henblik på at forøge flyets rækkevidde.
Challengers kan identificere visuelt på dens dobbelte flaps, hvor kåberne til hængsler og aktuatorer er placeret under vingen. Dette design ses normalt kun på langt større trafikfly.

## Danmark
Oprindeligt anskaffede Flyvevåbnet tre stk. Challenger 604 i 1998, til erstatning for Gulfstream III-flyet, der blev udfaset i 2004. Flyets rolle i Danmark er, ligesom de udgåede Gulfstream, VIP-flyvning, miljø- og fiskerikontrol.
Flyene har monteret beskyttelse mod stenslag og lignende og er i stand til at benytte dårlige, mindre grus- og isbaner i det arktiske område.
De danske Challengers har været benyttet i forbindelse med Operation Ocean Shield, som var NATOs indsats mod pirater. En Challenger var i brug til dette imellem 2011 og 2016.
Et motorhavari den 7. Oktober 2013 førte til indkøbet af Danmarks fjerde Challenger; Flyvevåbnet havde ikke en ekstra motor, da man havde forventet at reservemotorer var let tilgængelige. Da det viste sig umuligt at skaffe en motor med kort varsel, viste det sig favorabelt at købe et helt fly. Flyet blev istandsat og fik nummer C-215, og da det er særligt indrettet til VIP-transport er det blevet det danske modstykke til Air Force One.
De danske Challengers er også blevet sat ind i Middelhavsområdet for EUs grænseagentur Frontex. Flyene har deltaget i Joint Operation Triton under flygtningekrisen i Europa. Operationens formål er at forhindre drukneulykker blandt bådflygtninge i Middelhavet. Som en sidegevinst lykkedes det den 29. Januar 2017 for et af flyene at opspore et par narkosmuglere. En video af forløbet kan findes i referencen.

## Varianter

### CL-600
CL-600Den originale produktionsversion, forsynet med to Avco Lycoming ALF 502L turbofan motorer med 7.500 lbf (33,6 kN) ttrykkraft hver. Produceret fra 1978 til 1982. I alt 81 stk. blev bygget.
CL-600STre CL-600 med eftermonterede winglets af samme type som blev introduceret på CL-601-1A.
Canadair CC-14412 fly indkøbt af Royal Canadian Air Force, dette inkludere modellerne CE-144 og CX-144.
Canadair CE-144Tre træningsfly til elektronisk krigsførelse, konverteret fra almindelige CC-144.
Canadair CX-144Den anden prototype, en CL-600-1A11, ser.no. 1002, tildelt RCAF efter afslutningen af testprogrammet. Benyttet af Aerospace Engineering and Test Establishment (AETE), baseret på CFB Cold Lake indtil den udgik af tjeneste i 1993, nu bevaret på CFB Winnipeg. Designeret CC-144 mens den var i tjeneste.

### CL-601
CL-601-1AForbedret version med bl.a. winglets for at formindske luftmodstanden, og kraftigere General Electric CF34-1A motorer. 66 stk. bygget, heraf seks som Canadian Forces CC-144B.
CL-601-1A/ER601-1A eftermonteret med en ekstra brændstoftank i halen.
CL-601-3AGE CF34-3A motorer med en højere kontinuerlig ydelse og et glascockpit. Dette var den første model som Bombardier markedsførte.
CL-601-3A/ER601-3A med en ekstra optionel brændstoftank i halen.
CL-601-3RTanken i halen blev standard, og der blev indført CF34-3A1 motorer.
CL-601sDenne udgave fik GE CF34-3A2 motorer.

### CL-604
CL-604En stor opgradering af 601 designet, med bl.a. mere avancerede GE CF34-3B motorer; forøget brændstofkapacitet, inklusive sadeltanke bag i flyet; nyt understel der kunne håndtere en større start- og landingsvægt; strukturelle forbedringer i vinger og hale; og et nyt Rockwell Collins ProLine 4 avionics system.
CL-604 MMA(Multi-Mission Aircraft), militariseret version, udviklet af Field Aviation, i dansk tjeneste. Flyet bliver benyttet til maritim patruljering og til search and rescue missioner. Det er i stand til at benytte de korte og dårlige grus- og skærvebelagte flyvepladser der er almindelige i det arktiske område.
C-143AEt enkelt Challenger 604 fly blev indkøbt af United States Coast Guard i December 2005, som deres nye Medium Range Command and Control Aircraft (MRC2A).

### CL-605
CL-605Introduceret tidligt i 2006 som en opgradering af 604 designet. De strukturelle forbedringer inkluderer større vinduer i kabinen. Instrumenterne i cockpittet blev opdateret med Collins Proline 21 avionics og mulighed for at benytter "electronic flight bag". Flyet adskiller sig visuelt fra tidligere typer med en ny afrundet halespids.
CL-605 MSAEt maritimt patruljefly, under udvikling af Boeing. Boeing har foreslået at montere en del af instrumenteringen og sensorerne fra en Boeing P-8 Poseidon i et billigere flystel, men udeladt våbnene. I dette forsøg har man benyttet en Challenger. Flyet bliver kaldt Maritime Surveillance Aircraft (MSA) og er blevet fremvist udstyret med en AN/APY-10 radar, en elektro-optisk sensor i et optrækkeligt tårn, og en magnetisk anomali-detektor. MSA fløj første gang den 28. Februar 2014 i et modificeret CL-604 flystel, men den endelige udgave skal benytte CL-605 flystellet. Den endelige MSA forventes at koste mellem 55 og 60 millioner US$ pr. fly.

### CL-650
CL-650En stor opgradering af CL-605. Den inkluderer et nyt kabineinteriør, det nye "Vision" glascockpit opbygget over Rockwell Collins Proline 21 Enhanced, og 5% forøgelse af trykkraften under start.

## Operatører

### Militære operatører
Australien
- Det Australske luftvåben (Royal Australian Air Force) - 3 stk. Challenger 604, taget i brug i 2002. Flyene gør stadigt tjeneste.[30]

 Canada
- Det canadiske luftvåben (Royal Canadian Air Force) - ved RCAF bliver CL-60x kaldt CC-144. Der blev taget 12 stk. CL-600 i drift i 1983, 4 stk. CL-601 i 1986, og 2 stk. CL-604 i 2002. De fire CL-601 udgik i 2000, de øvrige fly gør stadig tjeneste.[31]

 Danmark
- Flyvevåbnet - 4 stk. CL-604, trådt i tjeneste i 1998. Flyene gør stadig aktiv tjeneste.[32]

 Kina
- Folkets Befrielseshærs Luftvåben (People's Liberation Army Air Force (PLAAF), 中国人民解放军空军) - Ingen data.

 Kroatien
- Kroatiens Luftvåben (Hrvatsko Ratno Zrakoplovsto i Protuzracna Obrana) - En enkelt CL-604 siden 2001.[33] Flyet er stadig i tjeneste og anvendes mest til VIP-transport.

 Sydkorea
- Republic of Korea Coast Guard - En enkelt CL-604 (B701), udrustet til maritim patruljering.[34]

 Tjekkiet
- Tjekkiets Luftvåben (Vzdušné síly Armády České republiky) - En enkelt Challenger 601, ibrugtaget 1999 og stadigt i tjeneste.[35]

 Tyskland
- Tysklands Luftvåben (Luftwaffe) - 7 stk. CL-601, taget i brug 1986.[36] Flyene udtrådte af tjeneste i 2011.

 USA
- United States Air Force - Ingen data.
- United States Coast Guard - kaldet Bombardier C-143 Medium Range Command and Control Aircraft (MRC2A).[37]

### Civile operatører
Denne liste bør tages med forbehold, da det er vanskeligt at finde pålidelige referencer.
 Australien
- LifeFlight Australia: En stk. CL604 modificeret som ambulancefly
- Cobham Aviation: En stk. (plus tre stk. bestilt) CL604 modificeret til maritim search and rescue.

 Canada
- Air Tindi To stk. CL-601
- Government of Quebec: To stk. CL601, en er modificeret som ambulancefly.
- North Cariboo Air: En stk. CL601.
- Sunwest Aviation: To stk. CL604.

 Forenede Arabiske Emirater
- Dana Executive Jets: En stk. CL604.

 Hong Kong
- Regeringens flytjeneste: To stk. CL605.

 Jordan
- Arab Wings

 Kroatien
- Kroatiens regering: Tidligere operatør.

 Malaysia
- Hornbill Skyways: En stk. CL-605 for statsflyvninger.

 Pakistan
- Princely Jets: En stk. C604 og en stk. C601-3R.

 Qatar
- Qatar Executive: Tre stk. CL605.

 Schweiz
- Nomad Aviation
- Rega: Tre stk. CL6 til luftredning.
- VistaJet Holding SA

 Tjekkiet
- Den Tjekkiske Republiks regering: Tidligere operatør.

 Turkmenistan
- Turkmenistan Airlines: To stk. CL-605 for regeringens VIP-flyvninger.[38]

 USA
- West Coast Worldwide: Seks stk. CL604s.
- Flex Jet: Et ukendt antal CL604 og CL605.

## Uheld og hændelser
Bemærkelsesværdige uheld der involverede Bombardier Challenger 600 fly
- Den 10. Oktober 2000, kl. 14:52 central daylight time, blev en Canadair Challenger CL-600-2B16 (CL-604) (Canadisk registrering C-FTBZ, i tjeneste ved Bombardier Incorporated) ødelagt ved nedstyrtning og påfølgende brand, efter påbegyndt stigning fra startbane 19R på Wichita Mid-Continent Airport (ICT), Wichita, Kansas. Flyvningen foregik under vilkårene for §14 af Federal Regulations (CFR) stk. 91 som en eksperimentel testflyvning. Piloten og den testansvarlige blev dræbt på stedet. Andenpiloten blev svært kvæstet og døde af sine skader 36 dage senere.[39]

- den 5. Januar 2014 blev en Canadair Challenger CL-600-2B16 ødelagt under en forfejlet landing i Aspen-Pitkin County Airport i Colorado under en flyvning fra Tucson, Arizona til Salt Lake City, Utah, hvor en bank efter manglende betaling ønskede at tage flyet i varetægt. Flyet forsøgte en landing med vinden i halen, under vanskelige forhold med uregelmæssige vindstød, og gik rundt igen efter et forfejlet landingsforsøg. Ved andet forsøg ramte flyet landingsbanen hårdt, sprang op i luften igen og ramte jorden hårdt. Flyet stoppede nær slutningen af landingsbanen med bunden i vejret, i brand og med styrbords vinge revet af. Et besætningsmedlem blev dræbt; et andet besætningsmedlem og en passager blev svært kvæstet.[40]

## Specifikationer

### CL-601-3A
| Besætning:         | 2                               | Pilot og Andenpilot        |
| Kapacitet:         | Op til 19 passagerer            | afhængigt af konfiguration |
| Længde:            | 68 ft. 5 in.                    | 20,85 m                    |
| Højde:             | 20 ft. 8 in.                    | 6,30 m                     |
| Spændvidde:        | 64 ft. 4 in.                    | 19,61 m                    |
| Vingeareal:        | 520 ft²                         | 48,3 m²                    |
| Tomvægt:           | 20.485 lb                       | 9.292 kg                   |
| Max. vægt:         | 43.250 lb                       | 19.618 kg                  |
| Payload:           | 4.000 lb                        | 1.814 kg                   |
| Max. takeoff vægt: | 43.100 lb                       | 19.550 kg                  |
| Motorer:           | 2 stk. General Electric CF34-3A | turbofan jetmotor          |
| Trykkraft:         | 9.140 lbf                       | 40,7 kN                    |
| Max. fart:         | 548 mph                         | 476 knots, 882 km/t        |
| Marchfart:         | 529 mph                         | 459 knots, 851 km/t        |
| Rækkevidde:        | 3.875 miles                     | 3.366 nmi, 6.236 km        |
| Max.flyvehøjde:    | 41,000 ft.                      | 12.500 m                   |
| Stigehastighed:    | 4.450 ft/min                    | 1.355 m/min                |

### CL-604
| Besætning:         | 2                               | Pilot og Andenpilot        |
| Kapacitet:         | Op til 19 passagerer            | afhængigt af konfiguration |
| Længde:            | 68 ft. 5 in.                    | 20,85 m                    |
| Højde:             | 20 ft. 8 in.                    | 6,30 m                     |
| Spændvidde:        | 64 ft. 4 in.                    | 19,61 m                    |
| Vingeareal:        | 492 ft²                         | 45,7 m²                    |
| Tomvægt:           | 27.185 lb                       | 12.331 kg                  |
| Max. vægt:         | 48.200 lb                       | 21.863 kg                  |
| Payload:           | 4.815 lb                        | 2.184 kg                   |
| Max. takeoff vægt: | 48.200 lb                       | 21.863 kg                  |
| Motorer:           | 2 stk. General Electric CF34-3B | turbofan jetmotor          |
| Trykkraft:         | 9.220 lbf                       | 41,0 kN                    |
| Max. fart:         | 541 mph                         | 470 knots, 870 km/t        |
| Marchfart:         | 528 mph                         | 459 knots, 850 km/t        |
| Rækkevidde:        | 4.274 miles                     | 3.714 nmi, 6.878 km        |
| Max.flyvehøjde:    | 41,000 ft.                      | 12.500 m                   |
| Stigehastighed:    | 4.450 ft/min                    | 1.355 m/min                |